# Javier Mazzoni
Javier Gustavo Mazzoni (Don Bosco, 4 febbraio 1972) è un ex calciatore argentino, di ruolo attaccante.

## Palmarès

### Club

#### Competizioni internazionali
- Supercoppa Sudamericana: 2

Independiente: 1994, 1995
- Recopa Sudamericana: 1

Independiente: 1995